# Hexataenius protensus
Hexataenius protensus är en skalbaggsart som beskrevs av Leon Fairmaire 1891. Hexataenius protensus ingår i släktet Hexataenius och familjen Melolonthidae. Inga underarter finns listade i Catalogue of Life.